# Bałamutiwka (obwód chmielnicki)
Bałamutiwka (pol. Bałamutówka) – wieś na Ukrainie, w obwodzie chmielnickim, w rejonie jarmolińskim.